# Puderbach (Bad Laasphe)
Puderbach (mundartlich Purrabach oder Purrerboch) ist ein Stadtteil von Bad Laasphe im nordrhein-westfälischen Kreis Siegen-Wittgenstein.

## Geographische Lage
Puderbach liegt im Südteil des Rothaargebirges im Wittgensteiner Land. Im Südosten des Naturparks Sauerland-Rothaargebirge befindet sich das Dorf, rund 2,5 km nordnordöstlich des Bad Laaspher Kernorts gelegen, westlich unterhalb des auf der Grenze zu Hessen liegenden Puderburg (619,1 m), südöstlich des Hainrots (619,7 m) und südsüdwestlich der Stein (644 m). Durchflossen wird es vom Lahn-Zufluss Puderbach.

## Geschichte
Puderbach wurde bereits 1253 das erste Mal urkundlich erwähnt. Noch zu Anfang des 14. Jahrhunderts traten auch die Ritter von Breidenbach als Grundherren auf. Im Jahre 1307 verkauften sie ihre grundherrlichen Rechte in den Dörfern Puderbach, Niederlaasphe, Fischelbach, Hesselbach und Ditzrod an die Grafen Werner und Widukind von Wittgenstein.
Mit dem Inkrafttreten des Sauerland/Paderborn-Gesetzes am 1. Januar 1975 wurde Puderbach in die Stadt (Bad) Laasphe eingegliedert.

## Politik
Derzeitige Ortsvorsteherin Puderbachs ist Tatjana Schuppener.

## Sehenswürdigkeiten

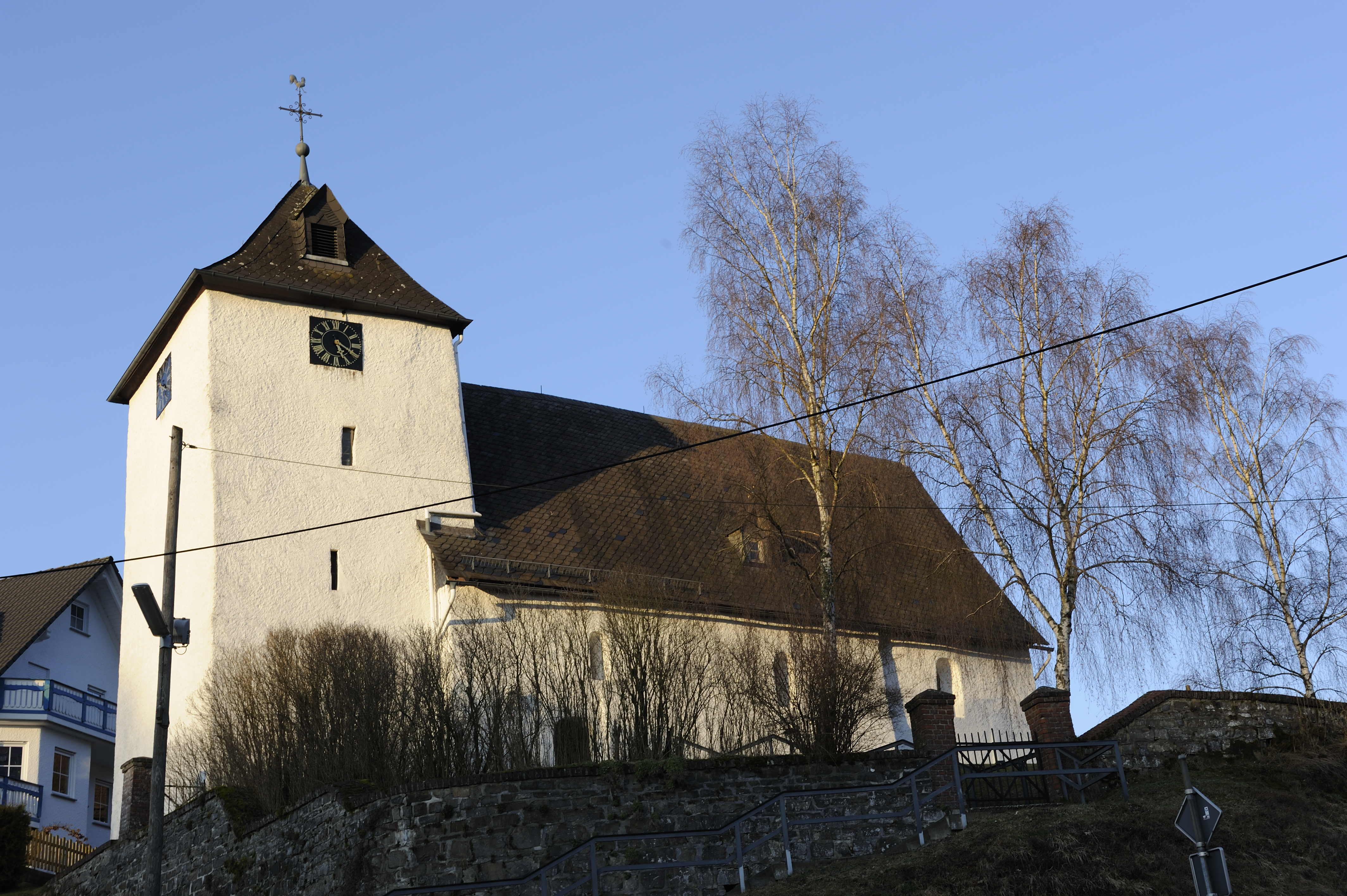
Wehrkirche in Puderbach

Sehenswert ist die evangelische Kirche Puderbachs, eine Mitte des 13. Jahrhunderts entstandene Wehrkirche und die älteste Kirche im Kreis Wittgenstein. Erhalten sind auch ein Taufstein und Ausmalungen aus dem 13. Jahrhundert. Dicht an der Kirchenmauer ruhen seit 1971 die Gebeine des Komponisten Friedrich Kiel.
Ihre Lage unweit der Kernstadt Bad Laasphe macht sie zu einem geeigneten Ausgangspunkt für Wanderungen, Ausflüge und Fahrradtouren durch das Wittgensteiner Land, das geprägt ist durch die landschaftstypischen Merkmale des Rothaargebirges.

## Söhne und Töchter des Ortes
- Friedrich Kiel (1821–1885), Komponist und Musikpädagoge